# Papa Löwe und seine glücklichen Kinder
Papa Löwe und seine glücklichen Kinder ist eine im Jahr 2003 im Ersten ausgestrahlte Animationsserie nach den Kinderbüchern, die ab dem Jahr 1998 erschienen. Beide wurden vom Kinderbuchautor Janosch geschrieben bzw. geführt. Des Weiteren gab es im Jahr 2001 40 einminütige Kurzepisoden, die im Tigerentenclub ausgestrahlt wurden. Außerdem noch diverse Hörspiel-CDs, die beim Hörverlag erschienen.

## Handlung
In den Geschichten von Papa Löwe geht es um Familie Löwe, die diverse Abenteuer erlebt. Im Mittelpunkt stehen die sieben Kinder Liesel, Pauli, Alfred, Piller, Mariechen, Trilli und Friedi.

## Synchronisation
| Figur             | Synchronsprecher  |
| Fernsehserie      | Fernsehserie      |
| ----------------- | ----------------- |
| Papa Löwe, Piller | Gudo Hoegel       |
| Mama Löwe         | Angelika Bender   |
| Friedi, Mariechen | Solveig Duda      |
| Pauli             | Andrea Wick       |
| Alfred            | Claudia Lössl     |
| Liesl, Trilli     | Sandra Schwittau  |
| Hörspiele         |                   |
| Erzähler          | Christian Baumann |

Neben diesen dauerhaften Sprechern gab es in einigen Folgen noch Gastsprecher.
| Figur                   | Synchronsprecher   |
| Häppi Christmäs         | Häppi Christmäs    |
| ----------------------- | ------------------ |
| Weihnachtsmann          | Christian Weygand  |
| Sein oder nicht sein    |                    |
| Günter Kastenfrosch     | Christian Weygand  |
| Geißenmutter            | Angelika Bender    |
| Der fliegende Holländer |                    |
| Holländer               | Hans-Rainer Müller |
| Wo ist Rüdi             |                    |
| Pinguinbutler           | Christian Weygand  |
| Baron Flimmernudel      | Hans-Rainer Müller |

## Musik
| Position                           | Mitwirkender |
| ---------------------------------- | --- |
| Gesang                             | Nermin Gönenç |
| Aufnahme/Mix                       | Pulsar Studio Brühl |
| Ton und Mix                        | Andi Reisner, Jürgen Roth |
| Technik                            | Film- und Fernseh-Synchron GmbH (München), Stephan Fischer                                                                              |
| Produktion                         | Papa Löwe Filmproduktion GmbH, Jochen Engels                                                                                            |
| Produzentin                        | Irina Probost |
| Produktion/Gesang Intro            | Annette Focks |
| Sonstiges (nicht weiter definiert) | Achim Fink, Andi Reisner, Stephan Langenberg, Albrecht Maurer, Alex Vesper, Ossi Schaller, Peter Wölpl, Rául Alvarellos, Enrique Ugarte |

## Papa Löwe Filmproduktion GmbH
Die Papa Löwe Filmproduktion GmbH ist die Produktionsfirma hinter der Papa Löwe-Fernsehserie.

### Company
"Irina Probost hat die Papa Löwe Filmproduktion am 11. August 1998 gegründet, aufgebaut und ist alleinige gesellschaftsführende Gesellschafterin. Sie produziert mit ihrem Team Filmprojekte unterschiedlichen Genres, animierte und nicht animierte Kino- und TV-Formate in erstklassiger Qualität."